# Rezervația naturală Cobîleni
Cobîleni este o rezervație naturală silvică în raionul Orhei, Republica Moldova. Este amplasată în ocolul silvic Susleni, Cobîleni, parcela 1, subparcela 2; parcela 2, subparcelele 1, 3. Are o suprafață de 33,5 ha. Obiectul este administrat de Gospodăria Silvică de Stat Orhei.

## Galerie de imagini

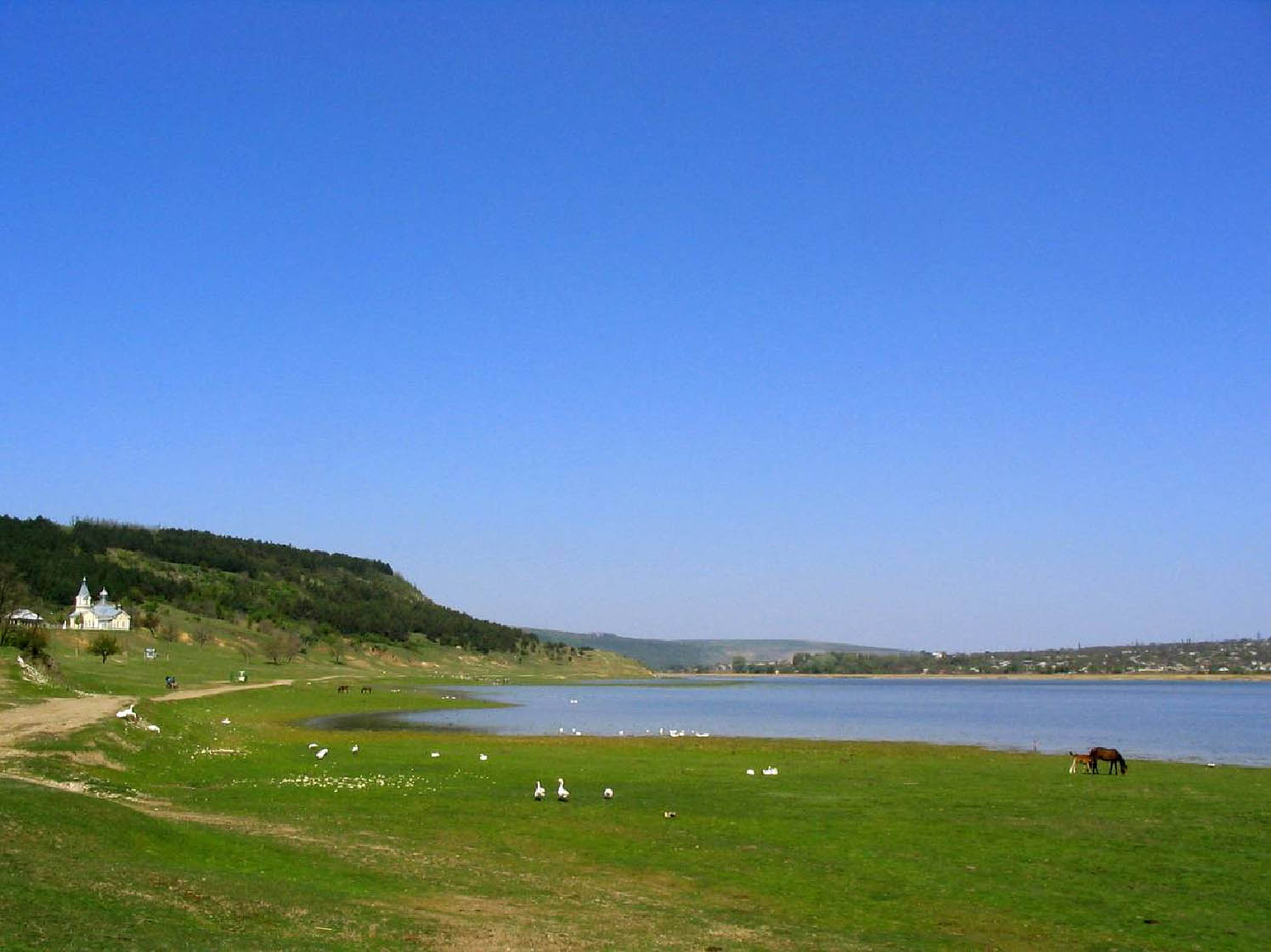
Sector de luncă în albia Nistrului
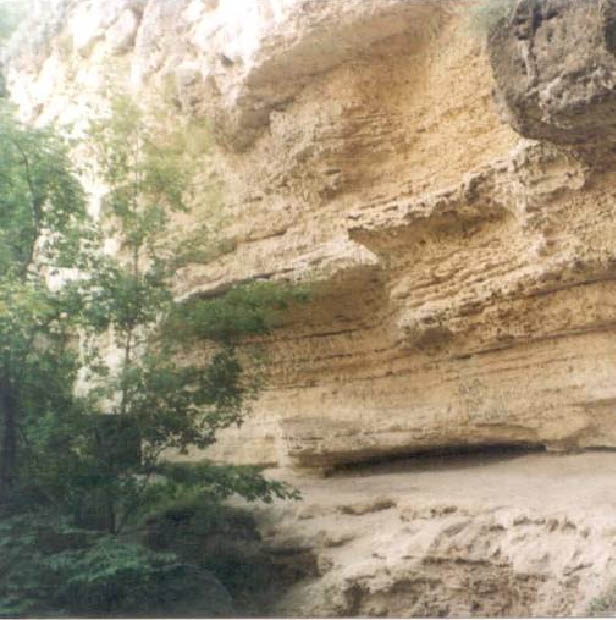
Defileul Jiolnaia
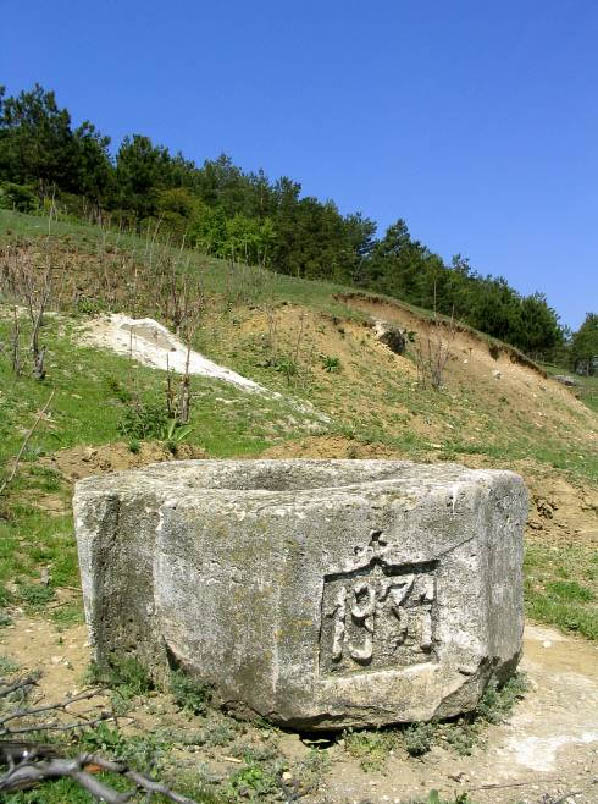
Fântână
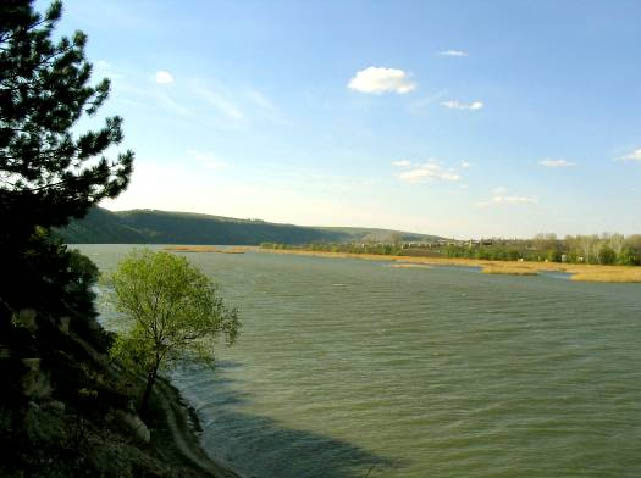
Malul împădurit al Nistrului
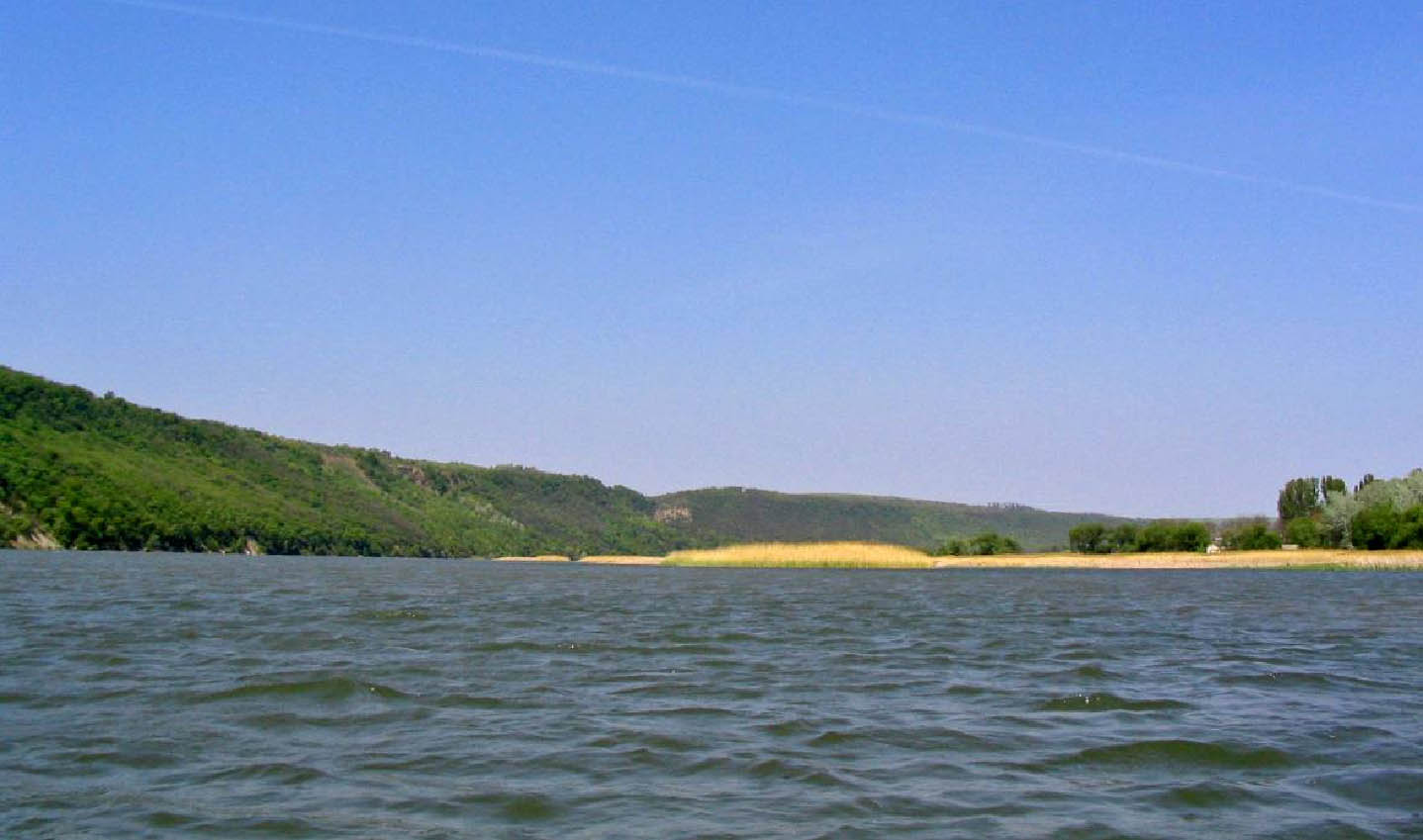
Râul Nistru